# 2193 Jackson
2193 Jackson eller 1926 KB är en asteroid i huvudbältet, som upptäcktes 18 maj 1926 av den engelske astronomen Harry E. Wood i Johannesburg. Den har fått sitt namn efter den sydafrikanske astronomen Cyril V. Jackson.
Asteroiden har en diameter på ungefär 58 kilometer.